# Lokomotiva Duplex
Lokomotiva Duplex byla ojedinělá konstrukce čtyřválcového stroje s protiběžnými písty. Byla postavena v roce 1862 lokomotivkou Společnosti státní dráhy. Byla poslední z řady 12 lokomotiv, ale jako jediná byla vybavena čtyřmi válci.
Konstrukce pohonu byla vyvolána snahou omezit působení nevyvážitelných oscilujících hmot, které způsobují kolébání a vrcení u dvojválcových strojů. Proto byly na každé straně lokomotivy namontovány dva válce nad sebou s klikami svírajícími úhel 180 °, takže písty se pohybovaly proti sobě. Díky tomu se dynamické síly oscilujících hmot navzájem rušily a rotující hmoty už bylo možné vyvážit. Rozvod páry byl řešen jednou šoupátkovou komorou s překříženými kanály.
Duplex měla válce o průměru 107/8', zdvih 247/8' a hnací kola o průměru 18'. Kotel měl rošt o velikosti 15 stop2 a výhřevnou plochu 1,344 stop2. Od konstrukce lokomotivy se očekávalo, že bude spolehlivá, výkonná a dosáhne vysoké rychlosti. I když toto ve službě splňovala ve všech směrech, tyto výhody nebyly zohledněny a k další výrobě těchto lokomotiv nedošlo.
Ačkoliv se konstrukce a vývoj dalších lokomotiv stále přikláněl ke konstrukcím s použitím protizávaží, mělo řešení "duplex" nesporné dynamické výhody.
Těsně po vyrobení byla lokomotiva předvedena na výstavě v Paříži (nebo Londýně – prameny se liší), kde byla zavěšena na řetězech a při simulované jízdě se na nich nepohnula. Jednalo se patrně o první čtyřčitou lokomotivu na světě.
Zrušena byla v roce 1900 po 38 letech provozu na trati Praha - Podmokly (Děčín).

## Poznámka
Nezaměňovat s lokomotivami typu Duplex. Tyto lokomotivy měly dvě samostatně poháněné skupiny hnacích dvojkolí ve společném rámu, tedy bez možnosti vzájemného natočení. Viz en:duplex locomotive.